# Сидоренко, Марк Лукьянович
Марк Лукьянович Сидоренко (2 августа 1915 — 27 марта 1945) — командир звена 66-го гвардейского истребительного авиационного полка  4-й гвардейской истребительной авиационной дивизии  1-го гвардейского истребительного авиационного корпуса 15-й воздушной армии Брянского фронта, гвардии лейтенант. Герой Советского Союза (медаль «Золотая Звезда» № 1230).

## Биография
Родился 2 августа 1915 года в селе Дубиевка ныне Черкасского района Черкасской области Украины. Украинец. Окончил начальную школу. Работал кузнецом.

Мемориал воинской славы в Мигалово

В Красной Армии с 1937 года. В 1938 году окончил Ворошиловградскую военную авиационную школу пилотов. Член ВКП(б) с 1944 года. На фронтах Великой Отечественной войны с мая 1942 года. Сражался в рядах 875-го истребительного авиационного полка, который в марте 1943 года за боевые заслуги был преобразован в 66-й гвардейский истребительный авиационный полк. Участвовал в Курской битве, затем сражался на 1-м Прибалтийском фронте.
Командир звена 66-го гвардейского истребительного авиационного полка кандидат в члены ВКП(б) гвардии лейтенант М. Л. Сидоренко к июлю 1943 года совершил 50 боевых вылетов, в воздушных боях сбил лично 10 и в группе 1 самолётов противника.
Указом Президиума Верховного Совета СССР от 28 сентября 1943 года за мужество и героизм гвардии лейтенанту Сидоренко Марку Лукьяновичу присвоено звание Героя Советского Союза с вручением ордена Ленина и медали «Золотая Звезда».
27 марта 1945 года он покончил жизнь самоубийством. Похоронен в микрорайоне Мигалово в Твери.
На день последнего боевого вылета на боевом счету гвардии лейтенанта М. Л. Сидоренко числилось свыше 100 боевых вылетов, число сбитых вражеских самолётов не изменилось.

## Награды
- Медаль «Золотая Звезда» Героя Советского Союза (№ 1230, 28.09.1943);
- орден Ленина (28.09.1943);
- орден Красного Знамени;
- орден Отечественной войны 1-й степени;
- орден Красной Звезды;
- медали.

## Память
В родном селе Героя, в память о нём, установлен обелиск.